# Massrörelse (geologi)

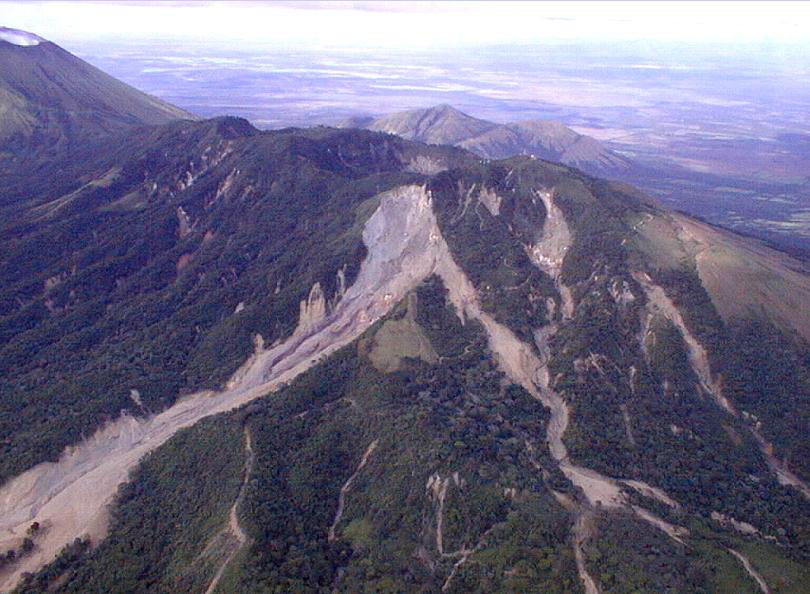
Jordskred efter orkanen Mitch

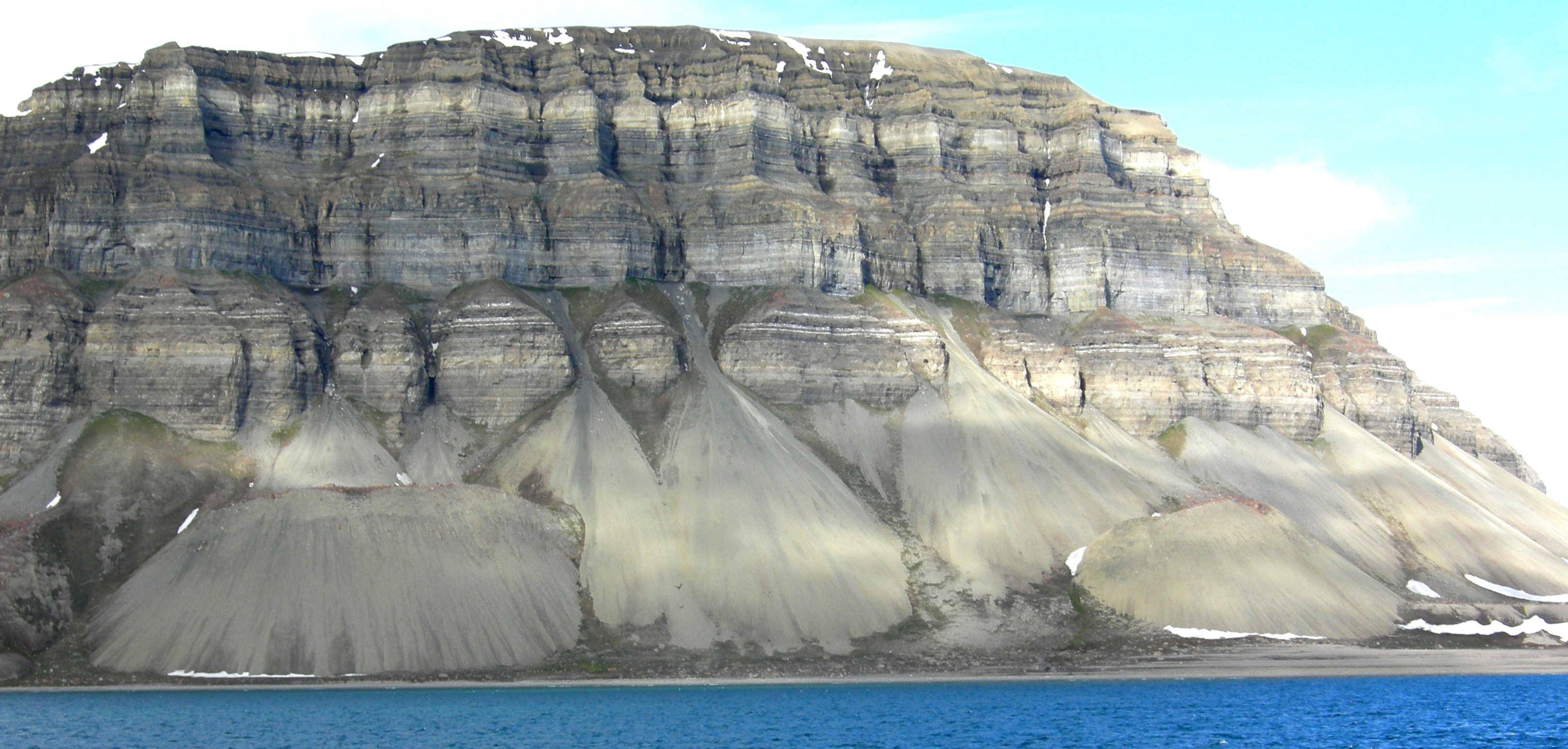

En massrörelse är den geomorfolgiska process som inträffar då jord, sten eller snö rör sig ner för en slänt och inträffar då gravitationskraften blir större än de friktionskrafter och kohesionskrafter som håller emot. Exempel på massrörelser är: ras, jordskred, laviner, jordflytningar och jordkrypningar. Orsaker till massrörelser kan vara vibrationer från jordskalv eller järnvägstrafik, mänskliga aktiviteter som leder till sänkt hållfasthet i området eller stora mängder regn.